# Schwere Knochen
Schwere Knochen ist ein Roman des österreichischen Schriftstellers und Filmemachers David Schalko aus dem Jahr 2018. Nach den beiden Fernsehserien Braunschlag und Altes Geld, ist Schwere Knochen der dritte Teil von Schalkos „Trilogie der Gier und Korruption“. Der Roman spielt in der Wiener Unterwelt der Nachkriegszeit und wurde von wahren Fakten und Begebenheiten inspiriert.

## Inhalt

### Überblick
Ferdinand Krutzler erlebt mit seinen besten Freunden Wessely, Praschak und Sikora eine wilde Jugend in Erdberg. Sie gründen die Erdberger Spedition. Nach einer heimlichen Wohnungsausräumung werden sie verhaftet und kommen in ein Konzentrationslager. In Mauthausen bekommt Krutzler zufälligerweise die gute Position als Blockältester. Er bekommt viel von den Strategien und Taktiken dort mit, erzählt jedoch niemandem etwas davon, was ihm zugutekommt. Nach der Befreiung durch die Amerikaner flüchtet er zurück nach Wien. Dort trifft er seine alten Freunde wieder. Gemeinsam stellen sie sich ein großes Kontaktnetzwerk in der Unterwelt Wiens zusammen. Jeder bekommt eine Zone Wiens, für die er verantwortlich ist. Ein riesiges Schmuggelnetz entsteht. Krutzler trifft Podgorsky wieder, den er im KZ kennen gelernt hat. Er arbeitet wieder bei der Polizei und steckt nach kurzer Zeit mit den vier Freunden unter einer Decke. Bald bekommen sie die Mission „Eiserner Besen“ zugeteilt. Auf dieser Liste stehen zehn Personen, die umgebracht werden müssen. Mit Hilfe von Doktor Harlacher lassen sie die meisten Personen eines „natürlichen“ Todes sterben. Nach dem Tod Stalins ändert sich alles. Krutzler und seine Freunde müssen mit dem Schmuggel aufhören und leben sich auseinander. Krutzler fällt in ein Loch. Er wird immer unglücklicher und weiß nicht, was er mit seinem Leben anfangen soll. Die Beziehung der Erdberger Spedition und der Polizei löst sich langsam auf und mit der Erdberger Spedition geht es den Bach herunter. Gegen Ende des Buchs zieht Praschak nach Panama; Wessely, Sikora und Krutzler sterben.

### Personen

#### Hauptfiguren
- Ferdinand Krutzler: Notwehr-Spezialist, 2 m groß, trägt stets seine schwarze Hornbrille und sieht aus wie ein Hirschkäfer, ist angelehnt an Josef (Notwehr-) Krista[2]
- Wessely: Meister der Karten, hat wegen seiner bleichen Hautfarbe den Spitznamen „bleicher Wessely“
- Praschak: Fleischer, hat keine besonderen Talente, hält sich aus vielen Geschäften der Erdberger Spedition heraus
- Sikora: Zauberer, hat aufgrund seines Laufstils den Spitznamen „schlacksiger Sikora“, verliebt sich in jede Prostituierte

Zusammen bilden sie die Erdberger Spedition.

#### Nebenfiguren
- Muschkowitz (Musch): Zuhälterin, Zeitweise Geliebte vom Krutzler, ist angelehnt an Wanda Kuchwalek
- Herwig: Sohn der Musch
- Rosi Krutzler: Mutter vom Krutzler
- Tante Elvira: Schwester der Krutzlermutter, herzlos, eitel, stirbt an einem Hitzeschlag
- Nazi-Huber: ist dafür verantwortlich, dass Krutzler, Wessely und Sikora ins KZ kommen
- Dostal: Arbeitseinsatzleiter im KZ Mauthausen
- Podgorsky: Polizist, später Major, steckt oft mit der Erdberger Spedition unter einer Decke
- Stanek: nachfolgender Major, nach Podgorskys Kündigung, arbeitet gegen die Erdberger Spedition
- Grünbaum/Greenham: Jude, der den Krutzler im KZ mit Infos versorgt, später gehört er zu den Verbündeten der Erdberger Spedition
- Gusti: Frau vom Praschak
- Bregovic: Besitzerin vom „gelben Papagei“
- Bregovic-Brüder: die neun Söhne der Bregovic
- Doktor Harlacher: Tierarzt, führt illegale Importe von Tieren durch, Verbündeter der Erdberger Spedition
- Schimpansendame Honzo: die Äffin von Harlacher; wohnt mit ihm in seiner Wohnung, Harlacher möchte sie möglichst zum Menschen machen (Kleider anziehen etc.), sie existierte in echt und ist jetzt ausgestellt im Naturhistorischen Museum Wien
- Kamel: arbeitet für den Krutzler
- Lassnig: Geliebte vom Wessely
- Kugelfang: arbeitet für den Krutzler
- Jerabek: arbeitet für den Wessely, extrem groß und furchteinflößend
- Schwarze Baron: Verbündeter der Erdberger Spedition, Besitzer einer Bar
- Schani: Ringer auf dem „Heumarkt“
- „Der Deutsche“: hohes Tier der Russen
- Milady: gehört zum französischen Teil von Wien, hat Kontakt mit Sikora
- Petrow: Vorgesetzter des Deutschen, hat eine eigene Galerie
- Gisela: Prostituierte, die im Krieg beide Beine verloren hat
- Hitler
- Stalin

### Schauplatz
Der Großteil der Geschichte spielt vor, während und vor allem nach dem Zweiten Weltkrieg in Wien. Nach der Verhaftung werden Wessely, Sikora und Krutzler in die KZ nach Dachau und Mauthausen gebracht. Später kehren sie wieder zurück nach Wien.
Viele Orte der Geschichte gab es in echt, einige existieren sogar heute noch.

### Handlung

#### Die Erdberger Spedition (S. 11–44)
Ferdinand Krutzler, Wessely, Praschak und Sikora leben in Erdberg. Sie sind unzertrennliche Freunde. Schon früh erlernen sie das Handwerk des Betrugs. Mit 16 Jahren können sie bereits jeden Tresor knacken und auch ihr Hunderter-Zaubertrick wird immer bekannter. Wessely, ein Kartenfreund, steckt die anderen damit an und so werden ab diesem Zeitpunkt alle Entscheidungen durch die Karten getroffen. Auch als es um die Musch geht. Der Krutzler zieht die höchste Karte und somit beginnt eine Geschichte, die ihn sein Leben lang begleiten soll. Ziel ist es, ihre Unterhose als Pfand zu beschlagnahmen. Ein leichtes Spiel für den Krutzler. Er schenkt ihrem Sohn Herwig eine Vogelspinne und erklärt der Musch, dass er sie von der Spinne befreie, wenn er im Gegenzug ihre Unterhose bekommt. Bald wollen sich die Vier jedoch nicht mehr mit kleinen Gaunereien abgeben und gründen die Erdberger Spedition. Gekonnt räumen sie Häuser und Wohnungen aus. Auch der Nazi-Huber bleibt nicht verschont. Dieser lässt sich diese Aktion jedoch nicht gefallen und lässt kurzerhand die Täter suchen und ins KZ Dachau verfrachten. Nur der Praschak bleibt verschont, da ihn sein Vater, unter der Bedingung, dass er später die Fleischerei übernimmt, deckt.

#### Die große Reise (S. 45–82)
Die Krutzlermutter muss in ein Stelzenhaus in Strombad Kritzendorf umziehen. Währenddessen werden in Dachau die Abzeichen verteilt. Der Krutzler, der Wessely und der Sikora bekommen grüne, da sie unter die Kriminellen gehen. Schnell empfiehlt sich der Krutzler für höhere Positionen und wird nach Mauthausen befördert. Dort angekommen bekommt er unverhofft die Nummer 100 und wird somit zum Blockältesten. Die Achse Dostal, Krutzler und Podgorsky, den er im Zug kennengelernt hat, funktioniert so gut, dass diese selbst von Hitler gelobt wird. In Mauthausen bekommt Krutzler allerhand mit. Er durchschaut schnell mit welcher „Kreativität“ die Buchhaltung geführt wird, um möglichst viele „natürliche“ Todesfälle notieren zu können. Dort in Mauthausen erfindet er später auch den sehr bekannten Krutzler’schen Halsstich. Krutzler gilt im KZ als verhältnismäßig gerecht. Trotz seiner Privilegien hält er engen Kontakt zu den Häftlingen und organisiert in seiner Freizeit sogar Fußballturniere. Das Wichtigste für den Krutzler ist die Information. Und so kommt bald ein Mann namens Grünbaum dazu, ein Jude, der dem Krutzler Informationen überbringt, die er als Häftling von den anderen mitbekommt. Das Ziel des Krutzler ist von der Nummer 100 zur Nummer 10 aufzusteigen. Die Übernahme von Wien wäre dann der Schritt zur Nummer 1. Durch den Grünbaum erfährt Krutzler wichtige Informationen über die Nummer 10, was für diese das Ende bedeutet und für den Krutzler den Aufstieg zur Nummer 10. Mit der Nummer 10 kommen ihm viele neue Privilegien zugute. Er darf nun jeden Abend mit Dostal einen Cognac trinken, nicht nur donnerstags. Zusätzlich steht ihm jetzt auch der Besuch im Bordell zur Verfügung.

#### Die Frau im Turban (S. 83–106)
Nach der Befreiung von Mauthausen durch die Amerikaner ändert sich alles schlagartig. Zuerst bleibt Krutzler noch im KZ, doch bald wird es auch für ihn zu gefährlich und er muss flüchten. Er läuft drei Wochen lang die Donau hinunter Richtung Wien. Auf dem Weg ernährt er sich ausschließlich von den Tieren, die ihm über den Weg laufen. Kurz vor Wien kommt er am neuen Haus seiner Mutter vorbei. Beide freuen sich nicht sonderlich einander zu sehen. Danach holt Krutzler bei Tante Elvira seine Schatzkiste, welche er bei einer der Wohnungsräumungsaktionen mitgenommen und darin Geld versteckt hatte. Er bewahrt darin auch ein Bild von einer Frau im Turban auf.

#### Der Weg ins Paradies (S. 107–142)
Als Krutzler den Praschak besucht, lernt er dessen Frau Gusti kennen. Die beiden trauen sich von Anfang an nicht über den Weg. Vom Praschak erfährt Krutzler, wo er den Sikora findet, und macht sich auf den Weg. Im gelben Papagei erzählt er ihm, dass am Dienstag ein Treffen in der Fleischerei vom Praschak stattfindet. Vom Sikora bekommt Krutzler die Adresse von Harlacher, bei dem er eine Viper für Herwig bekommt. Dann geht er zu der Wohnung, die Grünbaum ihm gesagt hat. Als er dort ankommt, sieht er einen Brief von ihm, mit der Aufforderung einen sogenannten Seibold einzuschüchtern. Dies sollte seine erste Notwehr nach dem KZ werden. Dann macht sich Krutzler auf zur Musch. Auf dem Weg trifft er Wessely. Auch ihm erzählt er vom Treffen am Dienstag. Als er im Lokal bei der Musch ankommt, erklärt ihm der Barkeeper, dass er die Musch nicht sehen könnte. Deshalb gibt der Krutzler dem Barkeeper den Karton mit der Viper und sagt, dass das ein Geschenk für die Musch ist. Wenig später öffnet die Musch den Karton und die Viper schießt heraus. Sie bekommen Angst und töten die Viper. Als diese schon tot ist, erinnert sich die Musch plötzlich an den Krutzler und weiß, dass diese von ihm ist.

#### Dresden (S. 143–170)
Krutzler fährt zum Hotel Dresden, wo die Musch mit Herwig lebt. Bei ihr findet er Unterschlupf und verbringt viele Abende mit ihrem Sohn Herwig. Am Dienstag treffen sich die vier Freunde wie vereinbart bei Praschak. Gemeinsam erinnern sich die Vier an alte Zeiten. Sie planen auch schon wieder ihr nächstes Projekt, die Übernahme der Herrschaft über Wien. Nach dem Ende des Kriegs wird Wien zwischen den Russen, Amerikanern, Engländern und Franzosen viergeteilt. Diese Zonen teilen sich Krutzler, Wessely und Sikora untereinander auf. Krutzler übernimmt unter dem Grünbaum die amerikanische Zone und der Wessely, der schon seit einer Weile für den Deutschen in der russischen Zone arbeitet, übernimmt diese. Sikora, der einzige der Französisch spricht, bekommt die französische Zone. Nur Praschak bekommt keine, da seine Frau ihm keinen Umgang mit den Besatzern erlaubt. Gemeinsam schmuggeln sie Zigaretten, Whiskey, Zigarren und Cognac zwischen den Zonen hin und her. Der Krutzler hat die beste Zone erwischt. Er stellt sich eine Mannschaft aus dem Kamel, dem Simsalabim und dem Kugelfang zusammen. Krutzler trifft Podgorsky, welcher wieder bei der Polizei arbeitet. Dessen Cousin hat einen russischen Soldaten umgebracht und soll jetzt zur Rechenschaft gezogen werden. Podgorsky bittet den Krutzler ihm zu helfen. Er soll den Deutschen überzeugen, seinen Cousin am Leben zu lassen. Dieses Gespräch will der Krutzler auch gleich ausnutzen, um die Herrschaft über Wien zu bekommen.

#### Milady (S. 171–202)
Wessely fährt Krutzler zur Villa seines Vorgesetzten. Der Deutsche hält es jedoch für unmöglich, die Russen zu überreden, Podgorskys Cousin nichts anzutun. Krutzler versucht ihn zu überzeugen, indem er sagt, dass Podgorsky bald nach oben gelangen wird und er dann bei ihm einen Stein im Brett hätte. Der Deutsche denkt nach und stimmt dann zu.
Sikora lernt eine gut aussehende Frau kennen, die er Milady nennt. Sie behauptet die beste Informierte in ganz Wien zu sein. Die beiden treffen sich öfters in einer Bar. Nach einer Weile wird Sikora wütend, da sie weder emotionale noch berufliche Beziehungen mit ihm will. Er bricht daraufhin in ihren Tresor ein und legt ihr ein gefälschtes Heiratsdokument rein, welches aussagt, dass sie mit einem hochrangigen Nazi verheiratet sei. Schlussendlich haben die beiden dann doch eine Beziehung. Dadurch, dass die Milady zur französischen Zone gehört, gelingt dem Sikora so der Zugriff auf die Franzosen.

#### Lenin (S. 203–234)
Wessely hat sich in die Lassnig, die Ehefrau eines Großindustriellen, verliebt. Sie haben eine Affäre. Krutzler hat ein Treffen mit Kommandant Petrow, welcher für die russische Zone zuständig ist. Er hat eine Vorliebe für Gemälde von Lenin und besitzt eine eigene Galerie. Der Krutzler kann den Kommandanten davon überzeugen, der Erdberger Spedition alle Grenzen für ihre Schmuggeleien zu öffnen, indem er ihm als Gegenleistung ein paar Tage mit Gisela sowie 8000 Dollar verspricht. Greenham und der Deutsche wissen nichts von den Verhandlungen. Für die Erdberger läuft alles so wie es sein soll.
Um die Zonen gegeneinander auszuspielen, erzählt der Sikora der Milady, dass Greenham mit den Russen und den Amerikanern unter einer Decke steckt. Dadurch landet diese Information bei den internationalen Statthaltern, was ihr Ziel war.
Um das Image von Petrow zu verbessern und den Cousin vom Podgorsky zu retten, sagen Podgorsky und andere Zeugen aus, dass nicht der Cousin den tödlichen Schlag gemacht hatte, sondern ein Mann namens Opak. Nach seiner Verhaftung schießen die Amerikaner auf Greenham und weitere Verbündete der Erdberger Spedition. Der Kugelfang überlebt den Angriff knapp und wird einmal mehr seinem Namen gerecht. Der Deutsche verschwindet plötzlich spurlos.

#### Old Shatterhand (S. 235–267)
Wien wird von den Alliierten, der Stadtregierung und den Erdbergern kontrolliert. Wessely kümmert sich um die Glücksspiele und Sikora hat angefangen, Bordelle zu betreiben. Da der Podgorsky endlich die Position des Majors zugesprochen bekommt, schmeißt Krutzler ein Fest für ihn im gelben Papagei. Auch Doktor Harlacher ist mit Honzo da. Diese hält plötzlich eine Pistole in der Hand und erschießt den Papagei, was die Bregovic überhaupt nicht erfreut. Herwig kommt, um die Musch abzuholen, und schafft es, die Äffin zu beruhigen.
Die Erdberger beherrschen nun Wien. Sie fangen an, mehr in Glücksspiele und Prostituierte zu investieren. Krutzler kümmert sich um den Herwig und hilft, ihn zu erziehen.
Die Musch und der Krutzler sind in einem Streit verfangen. Die Musch ist schon seit fünf Tagen weg. Als sie zurückkommt, erzählt sie, dass sie betrunken bei einem Doktor gelandet sei, der sie verkleidet und auf eine Indianerparty mitgenommen hat. Auf der Party habe sie einen Mann verkleidet als Old Shatterhand gesehen. Nach langem Nachdenken erkennt sie ihn als den Nazi-Huber.

#### Old Firehand (S. 268–294)
In der Lobby des Hotel Dresden wird Krutzler von jemandem erwartet. Krutzler kennt ihn nicht, der Besucher behauptet jedoch, den Krutzler aus dem KZ zu kennen. Er ist Jude und meint, dass der Krutzler den Juden etwas schuldig sei und jetzt auch zur neuen Nazi-Elite gehöre. Der Jude übergibt ihm eine Liste mit zehn Namen, welche er in der Operation Eiserner Besen umbringen soll. Darunter auch der Nazi-Huber. Krutzler nimmt die Mission an, auch um dem Podgorsky einen Gefallen zu tun, welcher ihm bis jetzt bereits fünf Mal zum Freispruch verhalf. Die Mission könnte einen Krieg zwischen den Amerikanern und den Russen auslösen, doch den Podgorsky scheint das nicht zu stören. Vor Sonnenuntergang findet ein Treffen statt, bei dem Praschak eine brillante Idee hat, wie sie die Mission Eiserner Besen lösen können.
Später macht die Musch ein Old Firehand-Kostüm für den Krutzler, damit er unerkannt mit ihr auf die Karl-May-Festspiele gehen kann. Als Krutzler den Nazi-Huber auf dem Fest erkennt, ersticht er ihn, ohne zu zögern. Die Musch täuscht kurzerhand vor, in Ohnmacht zu fallen, damit Krutzler im entstehenden Chaos verschwinden kann. Die anderen Erdberger und Musch sind jedoch wütend, dass Krutzler den Nazi-Huber im Alleingang umgebracht hat und sie sich nicht rächen konnten. Später flüstert die Lassnig dem Krutzler betrunken zu, dass sie hofft, dass ihr Ehemann an einem Herzinfarkt stirbt. Auch wenn sie dies nicht wirklich will, erfüllt Krutzler jeden Auftrag, den er bekommt.

#### Karpfen (S. 295–330)
Praschak ist der Meinung, dass die Leute auf der Liste eines natürlichen Todes sterben müssen – zumindest soll es so aussehen. Dafür holt sich die Erdberger Spedition Doktor Harlacher zur Hilfe. Schon am darauffolgenden Tag beginnen sie mit ihrer Mission. Ihr erstes Opfer stirbt nach 2 Wochen an einer Pilzvergiftung. Das zweite wird vom Kamel, Kugelfang und Jerabek dazu gebracht, sich zu betrinken und danach einen Karpfen zu essen, an dessen Gräten er schließlich erstickt. Dann werden die Mitglieder der Erdberger Spedition zu einer Krisensitzung gerufen, an der Podgorsky ihnen mitteilt, dass die Amerikaner sie im Visier haben. Die dritte und vierte Tat passieren dann gleichzeitig. Die Erdberger Spedition führt mit Hilfe vom Podgorsky die Amerikaner hinters Licht. Podgorsky erzählt ihnen einen falschen Plan, wie sie die Erdberger überführen können.
Es bricht ein Streit zwischen den Russen und den Amerikanern aus und Stalin bricht die Aktion Eiserner Besen ab. Doch Krutzler hat noch einen Mord, den er begehen möchte. Er fährt mit dem Kugelfang und dem Kamel zum Haus der Lassnig. Später wird es heißen, dass Herr Lassnig an Herzversagen gestorben ist. Zurück im Auto haben Kugelfang und Krutzler ein sehr komisches Gefühl. Der Krutzler dreht sich zum Kugelfang um und sieht ihm an, dass er die Erdberger Spedition bei den Amerikanern verraten hatte. Daraufhin wird er von der Wiener Unterwelt verbannt und im Wald ausgesetzt. Bei der Untersuchung von Lassnigs Tod wird Fremdeinwirken festgestellt, woraufhin sich die Lassnig sicher ist, dass es der Krutzler war. Die Polizei braucht einen Täter und da Krutzler alle Fäden in der Hand hat, entscheidet sich Wessely, für ihn ins Gefängnis zu gehen.

#### Stalin (S. 331–358)
Nach dem Tod Stalins ändert sich einiges in Wien. So auch für die Erdberger Spedition, die nun ihre Tätigkeit als Schmuggler nicht mehr ausüben können. Jeder macht sein eigenes Ding und sie gehen sich aus dem Weg. Der Krutzler streitet sich mit Musch und es bricht für ihn eine Welt zusammen. Man merkt, dass der Krutzler schwächelt und nicht mehr der ist, der er mal war. Podgorsky und Harlacher wollen den Krutzler etwas aufmuntern. Harlacher hat den Plan, ein Restaurant zu eröffnen, in dem gefährdete Tiere auf dem Speiseplan stehen. Er hofft so die Reichen nach Wien locken zu könnte. Krutzler soll helfen, die Tiere zu schmuggeln, doch er hat keine Lust dazu. Während Krutzler in der Bar des schwarzen Barons mit Podgorsky und Harlacher über dessen Idee spricht, ruft seine Mutter an. Sie sei in Gefahr und er solle sofort zu ihr nach Kritzendorf fahren. Krutzler hält dies nicht für nötig und es entsteht ein längeres Gespräch, worin die Mutter einmal mehr sagt, was für ein Nichtsnutz ihr Sohn sei.

#### Dinge, die es nicht gibt (S. 359–390)
Mit dem Kamel fährt Krutzler schließlich doch noch zu seiner Mutter. Sie finden sie am Ufer der Donau mit Ästen bedeckt. Sie erzählt, sie habe gestern einen seltsamen Tag erlebt. Auf ein Mal stand eine Horde Hawaiianer in ihrem Garten. Als sie dann zu ihnen gehen wollte, waren jene aber plötzlich nicht mehr im Garten, sondern auf ihrem Hausdach. Da sie danach so Angst vor ihnen hatte, habe sie jetzt die Nacht mit Ästen bedeckt an der Donau verbracht.
Harlacher kommt dazu und diagnostiziert bei der Mutter Sinnestäuschungen. Daraufhin lädt die Mutter alle zum Essen ein. Der schwarze Baron kommt ebenfalls. Auch er leidet unter Halluzinationen. Sie essen gemeinsam den aufgetischten Fisch, welcher gar nicht existiert.
Nach dem Essen wird das Kamel damit beauftragt, auf die Krutzlermutter aufzupassen. Diese treibt ihn allerdings bald schon in den Wahnsinn, da ihre Halluzinationen immer schlimmer werden. Später bildet sie sich ein Hochwasser ein und erstickt daran.
Krutzler ist einmal mehr in der Bar vom Baron, als er einen Anruf von Jerabek erhält. Es scheint wichtig zu sein und die beiden treffen sich in der Wohnung von Krutzler. Sie spielen Russisch Roulette und beim dritten Schuss erwischt es den Jerabek. Danach verdächtigen alle den Krutzler, ihn umgebracht zu haben, doch es konnte bewiesen werden, dass es Selbstmord war. Doch ganz zufällig war dieser auch nicht, denn der Krutzler hatte zuvor von der Musch erfahren, dass die Lassnig dem Jebarek dies aufgetragen hatte, und so wusste der Krutzler welchen Revolvertyp Jebarek mitbringen würde, und konnte dann die Patrone durch eine Attrappe austauschen.

#### Fleischburgen (S. 391–424)
Ferdinand Krutzler hat den Kontakt zu seinen Kumpanen verloren. Er lebt einsam im Reichtum in seiner Wohnung. Sein wertvollster Besitz ist das Zimmer, in dem er 30 Standuhren stehen hat, welche genau gleichzeitig ticken. Krutzler beschließt, den Praschak zu kontaktieren. Er spricht mit ihm über die Zeiten früher, darüber, wie sich die Leute, mit denen sie früher zu tun hatten, geändert haben. Praschak besitzt inzwischen ein Spielbüro auf dem Heumarkt. Als Krutzler dort in die Spiele eingreift, stürzt er zuerst den Seriensieger Schani, was für den Praschak äußerst schlecht fürs Geschäft ist. Als er wenig später auch noch eine Schlägerei anzettelt und dem Schani in die Beine schießt, reicht es dem Praschak und er schmeißt Krutzler raus. Auch der Sikora und der Podgorsky rügen ihn.
Der Sikora arbeitet an dem Plan, den Wessely aus dem Gefängnis zu befreien. Als der Außenminister Österreichs ein paar Tage später eine Rede hält, welcher auch die Gefängniswärter lauschen, stellt sich der Wessely in seiner Zelle tot, so dass der Krankenwagen gerufen wird. Doch bevor der echte Rettungsdienst losgefahren ist, kommen der Sikora und der Harlacher und geben sich als Sanitäter aus, worauf sie den Wessely in die Freiheit tragen. Da der Krutzler ahnt, dass die meisten ihn verdächtigen werden, will er mit der Musch schlafen, damit er ein Alibi hat. Doch diese möchte das nicht und so geht er in eine Bar, in der sich aber später niemand mehr an ihn erinnern wird.

#### Metamorphosen (S. 425–456)
Herwig zieht beim Krutzler ein, da die Musch wegen Körperverletzung im Gefängnis sitzt. Da der Herwig jedoch die verschiedensten Tiere mit nach Hause bringt, hält es der Krutzler nicht lange mit ihm aus und wird komplett irre. Schlussendlich bringt er Herwig zu Doktor Harlacher, welcher sich sehr darüber freut.
Krutzler bekommt eine Einladung von Wessely, der sich als Graf getarnt in Salzburg versteckt. Als er dort am Bahnhof ankommt, wird er von der Lassnig, nunmehr Ehefrau von Wessely, abgeholt. Jener erholt sich immer noch von seinem Gefängnisausbruch und hat sich sehr verändert. Er will jetzt ein normales Leben führen. Krutzler soll den Wessely, im Auftrag von Podgorsky, wieder zurück ins Gefängnis bringen. Da er dies nicht tut, wird das Verhältnis zwischen ihm und dem Podgorsky brüchig und somit auch das Verhältnis zwischen der Erdberger Spedition und der Polizei. Das langfristig aufgebaute System der Erdberger Spedition geht langsam den Bach runter, jeder ist für sich selbst verantwortlich.
Der Krutzler sucht den Harlacher auf, um eine Droge für die Musch zu besorgen, da sie immer sehr unglücklich ist. Als er Harlacher trifft, erfährt er, dass er und Herwig schon lange wegen unterschiedlicher Meinungen über die Äffin zerstritten sind und Herwig nicht mehr bei ihm wohnt. Dieser ist wieder zurück in die alte Wohnung der Musch gezogen, wo ihn der Krutzler findet. Die Wohnung gleicht einem Dschungel, alles ist verwuchert und überall hat es exotische Tiere. Herwigs neuer Liebling ist sein Krokodil, ein paar Wochen später wird er von diesem getötet. Krutzler besucht die Musch im Gefängnis, erzählt ihr, dass es Herwig bestens geht, und küsst sie, um ihr die Droge zu geben. Die beiden werden jedoch erwischt und Krutzler bekommt Besuchsverbot.

#### Das Lied vom traurigen Sonntag (S. 457–490)
Die Polizei belauscht ein kritisches Gespräch zwischen Podgorsky und Praschak, woraufhin Podgorsky abgesetzt wird und in Rente geht. Stanek wird sein Nachfolger. In Praschaks Leben kommt es zu einigen Probleme und Vorfällen, welche ihn zurück in die Fleischerei zu seiner Gattin Gusti bringen. Trotzdem mischt er noch überall in den Unterweltgeschäften mit, auch in denen vom Sikora, was diesem nicht gefällt. Die Polizei geht immer mehr gegen die wienerische Unterwelt vor und führt einige Razzien durch.
Wessely besucht den Krutzler. Sie reden über Wesselys Missverständnisse mit Lassnig, den Rest der Zeit schweigen sie. Etwas später kommen Sikora und Praschak hinzu und erzählen, dass Praschak aus Versehen jemanden getötet hat. Die vier Freunde setzen sich hin und es ist fast wie in alten Zeiten. Sie beschließen, in eine Bar zu gehen, um den Hundertertrick noch ein letztes Mal anzuwenden. Sie feiern noch eine Weile, denn es ist klar, dass Praschak fort muss, da er sonst in den Knast käme. Er beschließt nach Panama zu ziehen, dort heiratet er und wird ein völlig anderer Mensch.
Krutzler bekommt einen Anruf vom Zoodirektor. Die Äffin ist seit längerer Zeit dort und liege jetzt im Sterben. Der Krutzler soll ihr in ihren letzten Momenten beistehen.

#### Fernweh (S. 491–518)
Der Wessely ist als Graf untergetaucht und niemand weiß, wo er genau ist. Die Polizei ist frustriert, dass sie ihn nicht erwischt, und zwischen ihm und Lassnig scheint alles wieder besser zu sein.
Sikora sieht die Schatzkiste von Krutzler mit dem Bild der Frau im Turban. Er lässt nicht locker, bis Krutzler erzählt, wer sie ist. Krutzler erzählt ihm jedoch nicht die Wahrheit, stattdessen erfindet er eine riesige Geschichte über diese Frau namens Dora. Sikora ist sehr angetan von ihr, betet sie an wie eine Göttin und stellt sich ihr gemeinsames Leben vor. Kurze Zeit später wird er wegen einer Kleinigkeit verhaftet und landet im Gefängnis.
Musch ist mittlerweile frei und Krutzler beschließt, sie aufzusuchen. Als er vor ihrer Haustür steht, verpasst diese ihm jedoch nur ein paar Schläge. Stanek taucht bei Krutzler zu Hause auf und macht ihm ein Angebot. Der Rest seiner Truppe sei erledigt und er solle nun endlich den Bregovicbrüdern die wienerische Unterwelt überlassen. Stanek gibt ihm Zeit, darüber nachzudenken, und Krutzler fährt für eine Weile in den Urlaub nach Italien.

#### Geheimagenten (S. 519–546)
Krutzler und die Bregovicbrüder haben Krieg, der Krutzler will Wien nicht aufgeben. Er stellt viele Spione an, die sich bei den Bregovicbrüdern einschmeicheln, zudem zeigt sich Krutzler der Öffentlichkeit fast gar nicht mehr.
Als Sikora aus dem Gefängnis entlassen wird, bittet Krutzler diesen, für ihn die Bregovicbrüder auszuspionieren. Der Sikora tut dies aber nur unter der Bedingung, dass der Wessely auch mitmachen muss. Um Wessely anzulocken, veröffentlicht Krutzler eine Todesanzeige mit versteckter Botschaft. Die Polizei, darunter auch Stanek, werden darauf aufmerksam. Um sie auf eine falsche Spur zu bringen, bittet Krutzler den schwarzen Baron um Hilfe. Dieser willigt ein und die Polizei fällt auf den Trick herein. Krutzler trifft Wessely am Bahnhof, welcher schon wieder eine neue Tarnung hat, mit der er vollständige Immunität genießt. Die beiden unterhalten sich und treffen sich später noch mit dem Sikora. Die drei Erdberger setzen sich zusammen, um das Problem mit den Bregovicbrüdern zu besprechen. Sikora bittet die anderen bei diesem Gespräch, auch ihn zu töten, damit er mit seiner Dora vereint ist. Die beiden täuschen es bis zur letzten Sekunde auch vor, lassen ihn dann jedoch am Leben. Zwei Wochen lang lebt der Sikora noch, bevor man ihn tot in seiner Wohnung auffindet.

#### Asphalt (S. 547–569)
Nach dem Tod von Sikora zieht sich Krutzler zurück und verbarrikadiert sich in seiner Wohnung. Podgorsky leidet an Alzheimer und sieht hinter jeder Ecke eine Verschwörung. Wessely will sich mit dem Krutzler treffen. Vor diesem Treffen feiert der Krutzler noch mit dem Baron in der Tikibar. Beim Treffen versucht Wessely, den Krutzler umzubringen, dieser kann sich jedoch wehren und tötet den Wessely. Krutzler ist schwer verletzt und niemand hilft ihm. Er schafft es gerade noch bis zum gelben Papagei. Dort angekommen, holt er die versteckte Pistole aus seinem Versteck und bringt bis auf den Jüngsten alle Bregovicbrüder um. Der Krutzler wird verhaftet, überlebt seine Verletzungen, spricht seine letzten Worte und erhängt sich in seiner Zelle. Die Musch sieht die Todesanzeige und besucht das Grab vom Krutzler, um sich von ihm zu verabschieden.

## Form

### Erzähltechnik
Die Dialoge des Romans sind grundsätzlich in der indirekten Rede unter Verwendung des Konjunktivs geschrieben. Es ist keine lineare Erzählung, immer wieder kommen Einschübe aus der Vergangenheit und der Zukunft vor. Oft werden Wörter, Sätze oder ganze Abschnitte kursiv geschrieben. Meist handelt es sich dabei um direkte Reden oder Niedergeschriebenes (z. B. Briefe). Der Roman wird auf eine berichtende Art erzählt, die Dinge werde beschrieben, aber nicht kommentiert.

### Sprache
Die Originalsprache des Romans ist Deutsch. Es kommen jedoch auch viele österreichische und vereinzelte französische und russische Begriffe vor.

### Erzählperspektive
Der Erzähler scheint über alles Bescheid zu wissen. Er „begleitet“ hauptsächlich den Krutzler, jedoch weiß er auch, was die anderen Personen sich erzählen und denken. Es handelt sich daher um eine auktoriale Erzählperspektive, die Haltung des Erzählers ist somit neutral.

## Rezeption
Schwere Knochen wurde überwiegend positiv bewertet.
Ab und zu wurde die Erzählform und der Verlust an Spannung gegen Ende des Romans bemängelt.
In der Frankfurter Allgemeinen bewertet Tobias Döring, dass es Schalko gelungen ist, eine starke Mischung aus Krimi, Sozialroman, Politthriller und vielem mehr zu kreieren, dass man süchtig werden muss. „Ein Dreischillingroman, Grand Guignol und greller Spaß, so handlungs- wie pointenprall, voll schräger Typen, irrer Szenen, Alltagsweisheit, Aberwitz und Kabinettstückchen, vieles davon total überdreht und eben dadurch schwindelnd mitreißend.“ Er ist der Meinung, Schalko hätte sich mit seinem vierten Roman in die Meisterliga von Wolf Haas hineingeschrieben. Der Roman wird von einem allwissenden Erzähler dargeboten, der halb Stimme des Milieus, halb teilnehmender Beobachter ist: „(…) als lauschten wir in einem Wiener Vorstadtbeisl in achtzehn hart durchzechten Nächten der Suada eines späten Zeitzeugen.“
Dietmar Jacobsen kritisiert im Titel-Kulturmagazin das gelegentliche Fehlen an erzählerischer Disziplin, das sei der einzige Mangel im ganzen Roman. Mal blutig-skurril, mal mit viel Schwarzhumor ist die Geschichte erzählt. „Im »wianerischen« Ton gehalten, kommt es als eine Gangstersaga daher, in der viel Sozialkritik und ein bitterböser Blick auf das Nachkriegsösterreich enthalten sind.“ Viel wird über Schalkos andere Werke mitdiskutiert, vor allem über seine Arbeit fürs Fernsehen, wie zum Beispiel ›Braunschlag‹ (2011) oder ›Altes Geld‹ (2015) und, dass es zu diesem Roman wohl keine Verfilmung geben wird, aber man sollte niemals „Nie“ sagen.

## Ausgaben
- David Schalko: Schwere Knochen. Roman. Kiepenheuer & Witsch, Köln 2018, ISBN 978-3-462-05096-7
  - als Taschenbuch: KiWi-Verlag, Köln 2019, ISBN 978-3-462-05340-1